# Segunda batalla de Deep Bottom

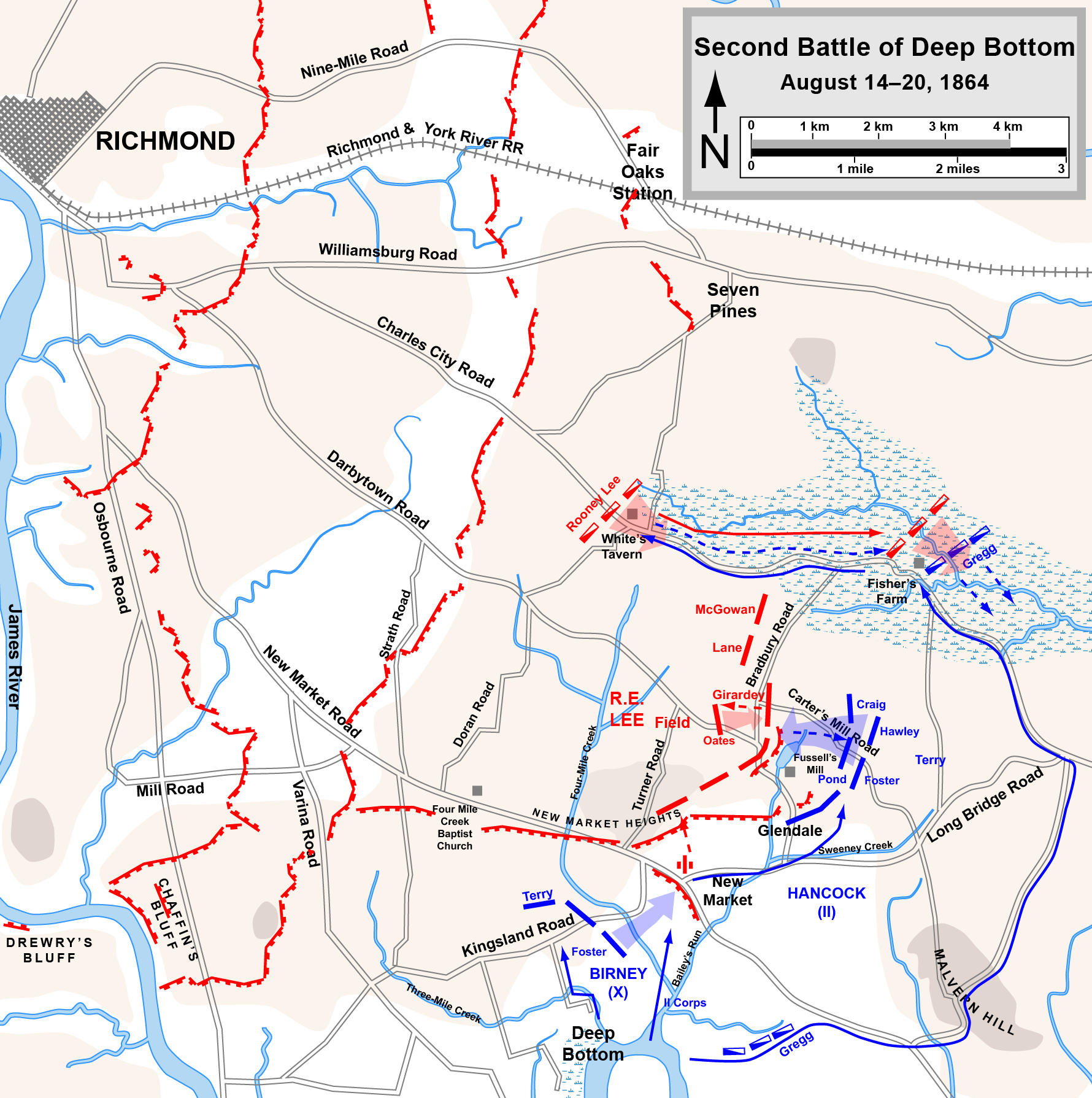
Segunda batalla de Deep Bottom
Confederación
Unión

La segunda batalla de Deep Bottom, también conocida como Fussell's Mill (particularmente en el bando confederado), se luchó del 14 al 20 de agosto de 1864, en Deep Bottom en el condado de Henrico, Virginia, durante la campaña de Petersburg de la guerra de Secesión.

## Antecedentes
Como había hecho a finales de julio durante la Batalla del Cráter, el General Ulysses S. Grant llamó al Mayor General Winfield S. Hancock y a su Segundo Cuerpo a atacar a las fuerzas del general Robert E. Lee alrededor de Richmond otra vez para explotar las supuestas debilidades en las líneas de Lee. Lo hizo, porque a principios de agosto, Grant había separado al Sexto Cuerpo de las líneas de la Unión alrededor de Richmond y Petersburgo y los había enviado al valle de Shenandoah bajo el mando del mayor general Philip Sheridan. El nuevo ejército de Sheridan estaba allí para contrarrestar al general Jubal Early, que estaba operando en el valle. En respuesta, Lee separó una división de infantería y una de caballería al oeste para apoyar a Early y Grant quería evitar que envíase más refuerzos. Además de ello también quería distraer a los defensores mientras que otras tropas bajo el mando de Warren atacaban Weldon Railroad.
Grant creía bajo estas circunstancias que Hancock podría explotar las debilitadas defensas de Lee frente a Richmond y así mantener en jaque a Lee. Así, una vez más, Hancock llevaría a su fuerza hacia el norte a través del río James hasta el área de Deep Bottom.

## La batalla
Durante la noche del 13 al 14 de agosto, el Segundo Cuerpo de la Unión, el Décimo Cuerpo y una división de caballería cruzaron el río James. El 14 de agosto, el Décimo Cuerpo empezó la lucha en New Market Heights mientras que el Segundo Cuerpo extendió la línea federal a la derecha a lo largo de Bailey's Creek. Esa lucha ocurrió antes de lo previsto por Hancock y causó que las líneas uninistas se parasen allí. Una vez en posición el Décimo Cuerpo iba a atacar a las líneas confederadas el 15 de agosto, pero el tremendo calor ese día y los ataques exitosos de la caballería confederada en la parte izquierda causaron que el ataque se posponiese al día siguiente, mientras que los confederados tenían el plan de contrarrestar el ataque que sabían que iba a venir concentrando sus tropas en él dejando las demás líneas poco defendidas.
De esa manera empezó el asalto de la Unión el 16 de agosto cerca de Fussell's Mill. Fue el día, en el que la lucha durante la batalla fue la más intensa.  Fue exitoso inicialmente. En esos combates el general confederado  John R. Chambliss, Jr. murió durante los combates de caballería en ese día en Charles City Road. Sin embargo los contraataques confederados expulsaron a los federales a las dos de la tarde de una línea de defensas capturadas antes por la Unión. Los intensos combates continuaron durante el resto del día, pero las líneas ya no se movieron. 
Otro contraataque de la confederación ocurrió el día 18 y esta vez el general Lee en persona apareció para ello. Cuando el general Hancock se dio cuenta de la amenaza, él decidió retirarse, cosa que consiguió ordenadamente ya que Lee se enteró luego del otro ataque exitoso unionista en Globe Tavern (Weldon Railroad) y decidió ocuparse por ello de esa amenaza. Después de esas escaramuzas, los federales regresaron al lado sur del río James el día 20, manteniendo su cabeza de puente en Deep Bottom.

## Consecuencias
Aunque fue un fracaso, esa ofensiva unionista distrajo lo suficiente a las fuerzas confederadas como para que Grant pudiese enviar las otras fuerzas unionistas el 18 de agosto para atacar el ferrocarril de Weldon en Globe Tavern, lo que desencadenó la batalla exitosa de Globe Tavern, en la que la Unión pudo cortar con éxito esa línea de suministro de Petersburg y acercarse así un paso más a su victoria futura en esa campaña.
Finalmente también consiguió evitar así el envío de refuerzos de Lee al Valle Shenandoah.